# Bronny James
LeBron Raymone "Bronny" James Jr. (Akron, 6 oktober 2004) is een Amerikaans basketballer die speelt voor de Los Angeles Lakers.

## Carrière
Lebron speelde collegebasketbal voor de USC Trojans van 2023 tot 2024. In 2024 stelde hij zich kandidaat voor de NBA draft. De rookie werd in de tweede ronde als 55e gekozen door de Los Angeles Lakers waar ook zijn vader LeBron James speelde. Ze werden daarmee het eerste vader-zoon duo als actieve spelers in de NBA. Op 22 oktober 2024 - de eerste speeldag van het NBA seizoen 2024/25 - stonden ze voor de eerste keer voor bijna 3 minuten samen op het parket. De Lakers wonnen met 110-103 tegen de Minnesota Timberwolves. Begin november 2024 werd Lebron doorgestuurd naar de South Bay Lakers, het reserveteam van de LA Lakers in de NBA G League. Hij speelde uiteindelijk dertien minuten over drie wedstrijden heen voor de hoofdmacht, waarin hij in totaal vier punten scoorde.

## Privéleven
Bronny's vader LeBron James is profbasketballer en topscoorder aller tijden in de NBA. James overleefde in de zomer van 2023 een hartstilstand.